# John Murray Spear
John Murray Spear (16 de septiembre de 1804 - 5 de octubre de 1887) fue un ministro espiritualista estadounidense reconocido principalmente por sus esfuerzos en la construcción de un Mesías impulsado por la electricidad, al que denominó el "Nuevo Poder Motriz".

## Primeros años de vida
Spear nació en Boston en 1804 y desde temprana edad fue miembro de la Universalist Church of America, donde el pastor de esta iglesia, Hosea Ballou guio los estudios teológicos de él y su hermano Charles. En 1830, tras ser ordenado sacerdote, asumió el cargo de ministro en la congregación de Barnstable. Su cercanía con Theodore Parker y William Lloyd Garrison marcó su activismo social durante la década de 1840, abogando por reformas que incluían los derechos de las mujeres, la reforma laboral y la abolición de la pena de muerte. Destacado abolicionista, organizó la primera convención universalista contra la esclavitud y desempeñó un papel clave en la supervisión del tramo del ferrocarril subterráneo que atravesaba Boston.

## Construcción del nuevo poder motriz
En 1852, Spear cortó todos los lazos con la iglesia universalista y se adentró en el espiritualismo. Afirmaba estar en contacto con "La Asociación de Electrizadores", un grupo espiritualista que incluía a figuras como Benjamin Franklin, Thomas Jefferson, John Quincy Adams y Benjamin Rush y su homónimo, John Murray. Aunque hay evidencia de que ocasionalmente falsificaba firmas para obtener autoridad de un "guía del pasado", estas firmas estaban fechadas más allá de la vida del fallecido.
Spear creía que el propósito de este grupo era acercar nueva tecnología a las personas para que pudieran alcanzar mayores niveles de libertad personal y espiritual. Al año siguiente, Spear y un reducido grupo de seguidores se retiraron a un cobertizo de madera en la cima de High Rock Hill en Lynn, Massachusetts. Allí se embarcaron en la creación del "Nuevo Poder Motriz", una móvil perpetuo mesiánico que Spear comparó con Jesucristo, destinado a impulsar al mundo con energías sobrenaturales y anunciar una nueva era de utopía.
El "Nuevo Poder Motriz" fue construido meticulosamente con cobre, zinc, imanes y una mesa de comedor. Nueve meses después, en un ritual, Spear y la "Nueva María", una mujer anónima, intentaron dar vida al artilugio. Sin embargo, este intento no tuvo el efecto deseado y la máquina fue posteriormente destruida por espiritistas hostiles.

## Vida posterior y muerte
El espiritismo influyó en Spear durante la mayor parte de su vida. Su tarjeta de presentación dice: "Guiado y asistido por Inteligencias Espirituales benéficas, el Sr. S. examinará y prescribirá enfermedades del cuerpo y de la mente, delineará el carácter de las personas cuando estén presentes, o por carta, e indicará su futuro a medida que se produzcan las impresiones. que se le haya dado; esbozarán las capacidades especiales de los jóvenes... Se aceptarán solicitudes para dar conferencias o mantener conversaciones sobre espiritismo".
En 1872, Spear afirmó haber recibido un mensaje de la Asociación de Electrizadores instándolo a retirarse del ministerio. Murió en octubre de 1887, en la ciudad de Filadelfia, y fue enterrado en el cementerio Mount Moriah. 